# باریرو
باریرو (به پرتغالی: Barreiro) یک شهرستان پرتغال است که در Setúbal District واقع شده‌است.

## خصوصیات
باریرو ۳۶٫۳۹ کیلومتر مربع مساحت و ۷۸٬۷۶۴ نفر جمعیت دارد.

## خواهرخوانده
شهرهای ووچ و استارا زاگورا خواهرخوانده‌های باریرو۲۲ هستند.